# Wesley Snipes
Wesley Trent Snipes (Orlando, Florida, 31. srpnja 1962.), američki filmski glumac, producent i majstor borilačkih vještina. Trenirao je karate, kung fu i jiu jitsu.
Godine 1991. osnovao je produkcijsku kompaniju Amen-Ra Films, te njenu podružnicu Black Dot Media. 
Snipes je 2008. osuđen zbog namjernog nepodnošenja savezne prijave poreza na dohodak (utaja poreza na dohodak) i osuđen je na četiri godine.  Nakon žalbi, odslužio je 28 mjeseci u saveznom zatvoru.  Oslobođen je u travnju 2013.

## Životopis
Odrastao je na ulicama Južnog Bronxa u New York Cityju maštajući o kazališnoj karijeri. Međutim, prije završetka srednje škole, odselio se s majkom u Orlando na Floridi. Po završetku srednje škole glumio je u lokalnim kazalištima, a prava prigoda pružila mu se 1986. godine kada je zaigao u filmu Wildcats uz Goldie Hawn.
Uloge u filmovima New Jack City (1991.) i Putnik 57 (1992.) lansirale su ga među holivudsku glumačku elitu, što je rezultiralo suradnjom sa zvučnim glumačkim imenima poput Roberta De Nira, Seana Conneryja i Sylvestera Stallonea.

## Izabrana filmografija
| Godina | Film                    | Uloga                    | Bilješke              |
| ------ | ----------------------- | ------------------------ | --------------------- |
| 1990.  | Kralj New Yorka         | Thomas Flanigan          |                       |
| 1991.  | New Jack City           | Nino Brown               |                       |
| 1992.  | Putnik 57               | John Cutter              |                       |
| 1993.  | Izlazeće sunce          | por. Webster "Web" Smith |                       |
| 1993.  | Razbijač                | Simon Phoenix            |                       |
| 1994.  | Opasna zona             | Pete Nessip              |                       |
| 1995.  | Vlak pun love           | John                     |                       |
| 1996.  | Fanatik                 | Bobby "Bob" Rayburn      |                       |
| 1997.  | Ubojstvo u Bijeloj kući | det. Harlan Regis        |                       |
| 1998.  | Blade (1998.)           | Blade / Eric Brooks      | koreograf i producent |
| 1998.  | Čuvari zakona           | Mark J. Sheridan         |                       |
| 2000.  | Sam protiv svih         | Neil Shaw                |                       |
| 2002.  | Blade 2                 | Blade / Eric Brooks      | koreograf i producent |
| 2004.  | Blade: Trojstvo         | Blade / Eric brooks      | i producent           |
| 2006.  | Detonator               | Sonni Griffith           | direktno na video     |
| 2007.  | Posljednji posao        | James Dial               | direktno na video     |
| 2008.  | Sam protiv svih: Izdaja | Neil Shaw                | direktno na video     |